# Xiphiacetus
Genre
Xiphiacetus est un genre éteint de cétacés qui ont vécu au Miocène du Burdigalien au Tortonien. Les restes fossiles ont été mis au jour en Europe et en Amérique du Nord.

## Liste d'espèces
Selon BioLib (7 octobre 2020) :
- † Xiphiacetus bossi (Kellogg, 1925)
- † Xiphiacetus cristatus (Du Bus, 1872)

## Étymologie
Le nom du genre Xiphiacetus se compose du préfixe grec ancien ξιφίας, xiphías, « en forme d'épée », et du suffixe du latin cetus, « cétacé », en référence à la taille plus importante du rostre par rapport à la mandibule, caractéristique qu'il partage avec l'Espadon (Xiphias gladius).

## Publication originale
- (en) Olivier Lambert, « Review of the Miocene long-snouted dolphin Priscodelphinus cristatus du Bus, 1872 (Cetacea, Odontoceti) and phylogeny among eurhinodelphinids », Bulletin de l'Institut Royal des Sciences Naturelles de Belgique, vol. 75,‎ 31 mars 2005, p. 211-235 (ISSN 0368-0177).